# Гонка двигателя
Гонка двигателей - контрольное опробование, (прогонка, газовка (жарг.)) — плановая периодическая проверка работоспособности силовых установок летательного аппарата и связанных систем и оборудования. 

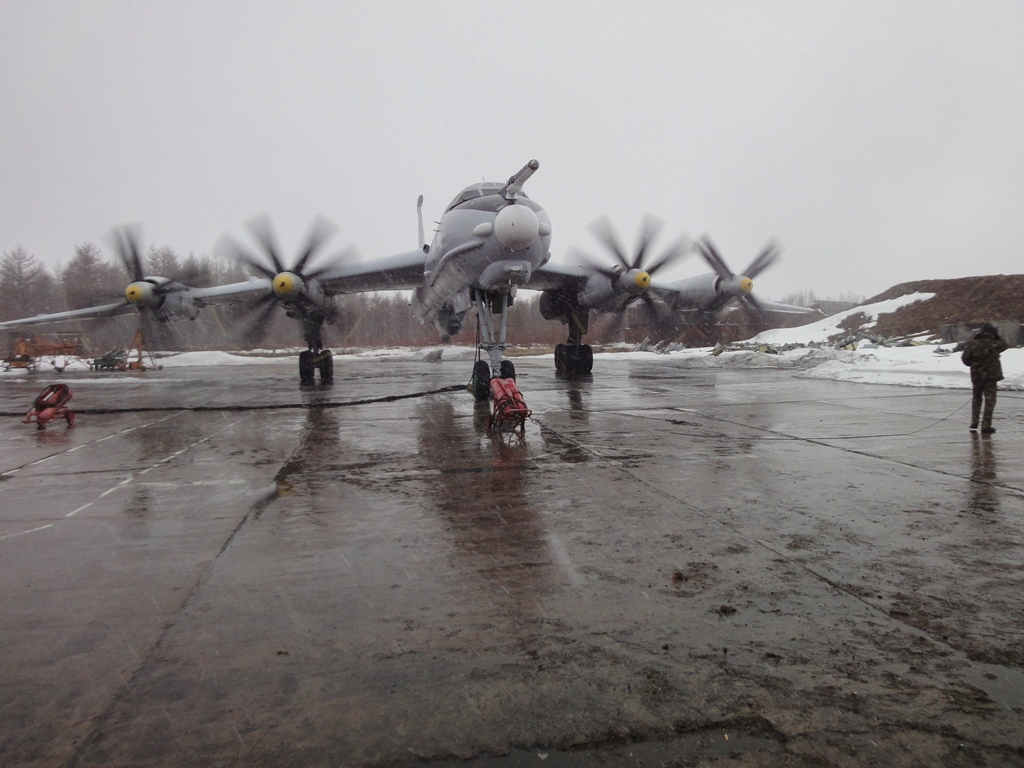
Контрольная гонка двигателей на самолёте Ту-142МР, впереди слева перед самолётом, на проводной связи (на "шнурке") находится старший техник корабля. Перед самолётом установлены две тележки с углекислотными огнетушителями.

Данный комплекс работ выполняется лётным экипажем или специально обученным и допущенным к таким работам техническим расчётом на газовочных площадках или на штатной стоянке летательного аппарата, оборудованных газоотбойником и тормозными устройствами шасси. В соответствии с программой гонки проверяются и фиксируются параметры работы двигателей и систем (обороты турбин, температура выходящих газов, расход топлива и др.) на различных режимах, а также проверяется функционирование электроснабжения, гидросистем, системы кондиционирования и т.д. Весь процесс записывается бортовыми средствами объективного контроля, анализируется, и, при соответствии параметров техническим требованиям, принимается решение о возможности дальнейшей эксплуатации воздушного судна.
Гонка двигателей входит в перечень особо опасных работ на авиатехнике. С начала и до окончания работ на стоянке, в непосредственной близости от летательного аппарата находится пожарный автомобиль с расчётом или другие противопожарные средства. Без развёрнутых средств пожаротушения запуск двигателей запрещён.

## На других видах транспорта
Контрольное опробование силовых установок в различных режимах применяют и на других видах транспорта, особенно там, где внезапный отказ двигателя может вызвать аварию (морские и речные суда) или нарушить работу магистрали (железная дорога). По этой причине двигатели тепловозов периодически и после ремонта подвергаются реостатным испытаниям (к тяговому генератору вместо тяговых двигателей присоединяются реостаты) в ходе которых двигатель нагружают до максимальной мощности, проверяя его мощность, тепловой режим, качество подачи топлива, работу смазочной системы, вибрации, выбросы газов. Двигатели морских и речных судов испытывают на зашвартованном судне или при установке вместо гребного винта мулинетки - специального калиброванного рабочего колеса, создающего сопротивление, соответствующее характеристике гребного винта, но не создающего упора (силы, движущей судно). Двигатели серийных автомобилей не подвергают гонке, так как отказ двигателя на автомобильном транспорте вообще не является опасной ситуацией. Однако двигатели гоночных автомобилей в процессе доводки и перед соревнованиями гоняют на специальных стендах, имитирующих движение автомобиля с различными скоростями.